# Ibiza (grad)
Ibiza je grad smješten na jugoistočnoj obali otoka Ibiza (Balearsko otočje). Službeni katalonski naziv je Eivissa, a lokalno stanovništvo zovu grad Vila d'Eivissa ili jednostavno Vila.

## Stanovništvo
Grad ima populaciju od 48.684 stanovnika (iz 2009. godine) i najpopularnije mjesto je arhipelaga Las Pitiusas.

## Znemenitosti
U svijetu je poznata po svom noćnom životu i noćnim klubovima. 